# Лазукин, Николай Яковлевич
Николай Яковлевич Лазукин (01.10.1925 — ?) — горный инженер, лауреат Государственной премии СССР (1969).

## Биография
Родился 01.10.1925. Член КПСС с 1945 г.
В 1943—1947 гг. служил в армии. Участник войны (1050 сп 301 сд, Центральный и 1-й Белорусский фронты, мл. лейтенант, офицер связи при штабе дивизии). Награждён орденами Красной Звезды (16.04.1945) и Отечественной войны II степени (06.04.1985).
После демобилизации окончил Тульский механический институт (1952).
В 1952—1955 гг. горный инженер треста «Щёкинуголь» (Тульская область). В 1955—1964 гг. главный энергетик, зам. главного инженера комбината «Тулауголь».
С 1964 по 1987 г. директор института «Гипроуглеавтоматизация» (ГУА).
Кандидат технических наук (1968). Диссертация:
- Исследование влияния комплексной механизации и автоматизации угольных шахт на основные технико-экономические показатели : На примере шахт Подмосковного бассейна : диссертация … кандидата технических наук : 05.00.00. — Москва, 1968. — 206 с. : ил. + Прил. (113 с.; табл.).

Лауреат Государственной премии СССР (1969, в составе коллектива) — за разработку и внедрение высокоэффективной технологии и организации добычи угля.
Сочинения:
- Автоматизация технологических процессов угольных шахт /Л. Г. Мелькумов, Н. Я. Лазукин и др. — М.: Недра, 1973. −352 с.
- Экономическая эффективность автоматизации производства в угольной промышленности [Текст] / Н. Я. Лазукин, З. Е. Альтшулер. — Москва : Недра, 1976. — 184 с. : граф.; 21 см.

Сын — Лазукин Владимир Николаевич (30.08.1952 — 23.06.2007) — горный инженер, кандидат технических наук.